# Joseph Marie Jacquard

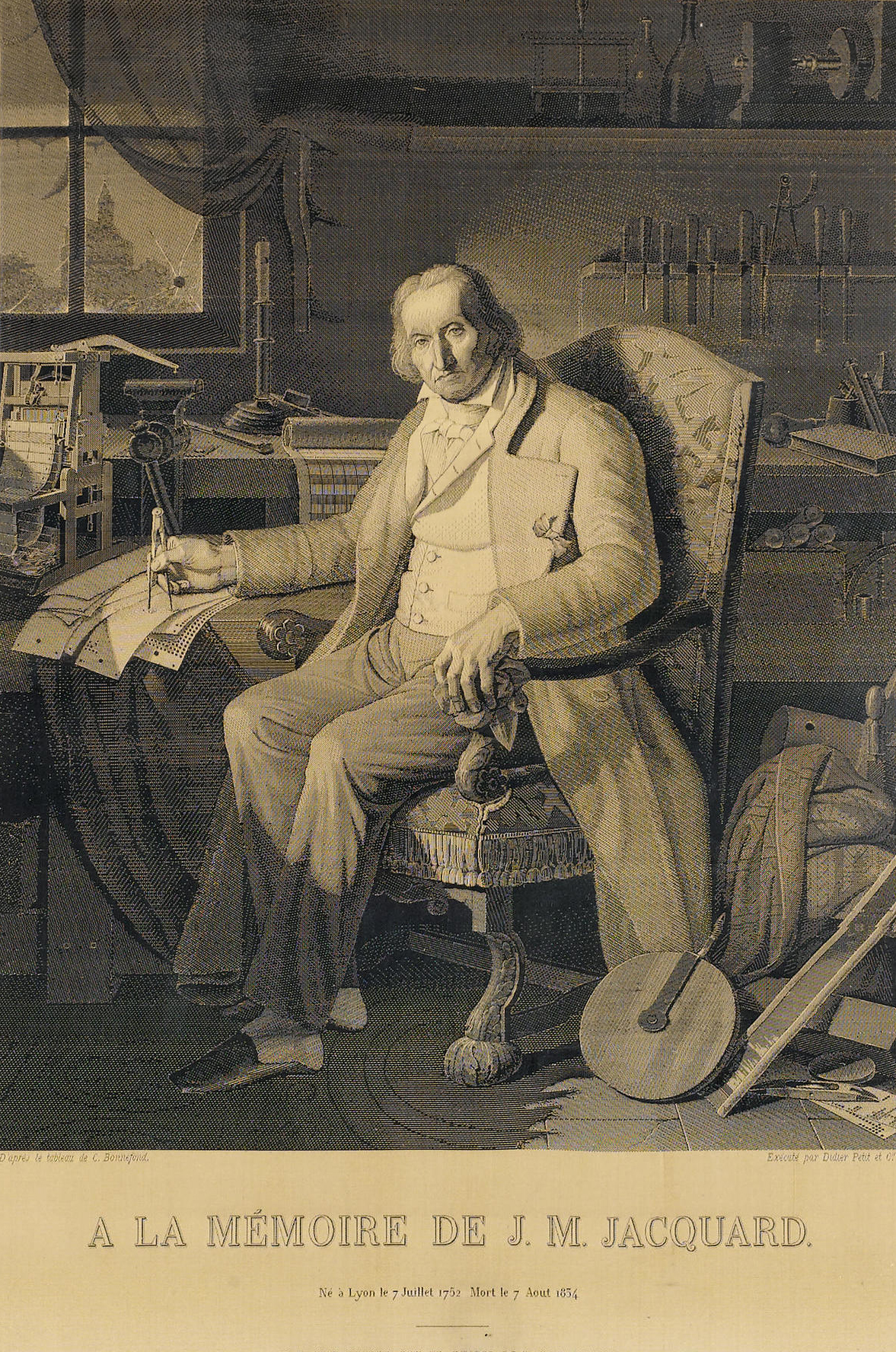
La imagen más famosa en la historia primigenia de la computación
Este retrato de Jacquard fue tejido en seda en un telar Jacquard y su realización requirió 24.000 tarjetas perforadas (1839). Sólo se fabricó por encargo. Uno de estos retratos, en posesión de Charles Babbage, le inspiró el uso de tarjetas perforadas en su Máquina Analítica.. Pertenece a la colección del Museo de la Ciencia en Londres, Inglaterra.

Joseph Marie Charles (Lyon, 7 de julio de 1752 - Oullins, 7 de agosto de 1834), conocido como Joseph Marie Jacquard, fue un tejedor y comerciante francés, conocido por crear el primer telar programable con tarjetas perforadas (también invención suya), el telar de Jacquard.

## Biografía
El apellido de la familia de Joseph Marie Charles era Jacquard. En la generación de su abuelo, varias ramas de la familia Charles vivían en el barrio de Lyon, Couzon-Au-Mont d'Or. Para distinguir las distintas ramas, la comunidad les dio distintos apodos, y esta recibió el de "Jacquard". Por lo tanto, el abuelo de Joseph era Bartolomé Charles (llamado) Jacquard.
Joseph Marie Charles Jacquard nació en una familia católica conservadora el 7 de julio de 1752. Fue uno de los nueve hijos de Jean Charles Jacquard, un maestro tejedor de Lyon, y su esposa, Antoinette Rive. Sin embargo, solo José y su hermana Clemenceau (nacida el 7 de noviembre de 1747) sobrevivieron hasta la edad adulta. Aunque su padre era un hombre de propiedad, Joseph no recibió educación formal y permaneció analfabeto hasta que tenía 13 años. Finalmente fue instruido por su cuñado, Jean-Marie Barrett, quien dirigía un negocio de impresión y venta de libros. Barrett también presentó a Joseph a las sociedades y académicos. Al principio, Joseph ayudó a su padre a operar su telar, pero el trabajo resultó ser demasiado arduo, por lo que Jacquard se colocó primero con un encuadernador y luego con un fabricante de impresoras.
Su madre murió en 1762, y cuando su padre murió en 1772, Joseph heredó la casa, los telares y el taller de su padre, así como un viñedo y una cantera en Couzon-au-Mont d'Or. En 1778, enumeró sus ocupaciones como maestro tejedor y comerciante de seda. La profesión de Jacquard en este momento es problemática porque en 1780, la mayoría de los tejedores de seda no trabajaban de manera independiente, sino que trabajaban para los salarios de los comerciantes de seda, y Jacquard no estaba registrado como un comerciante de seda en Lyon.

## Carrera profesional
Existe cierta confusión sobre la historia del inicio temprano en el trabajo de Jacquard. El economista británico sir John Bowring conoció a Jacquard, quien le contó a Bowring que antes había sido fabricante de sombreros de paja. Eymard afirmó que antes de involucrarse en el tejido de la seda, Jacquard fue tipógrafo (en el sentido de ser fabricante de tipos de letras individuales para imprentas), soldado, blanqueador de sombreros de paja y quemador de cal (un fabricante de cal para mortero). Barlow afirma que antes de casarse, Jacquard había trabajado para un encuadernador, un tipógrafo y un fabricante de cubiertos. Después de casarse, Jacquard intentó la fabricación de cubiertos y la creación de tejidos. Sin embargo, Barlow no cita ninguna fuente para esa información.
El 26 de julio de 1778, Joseph se casó con Claudine Boichon. Ella era una viuda de clase media de Lyon que poseía propiedades y tenía una dote considerable. Sin embargo, José pronto se endeudó profundamente y fue llevado ante los tribunales. Barlow afirma que después de que el padre de Jacquard muriera, Jacquard comenzó un negocio de tejido de figuras, pero falló y perdió toda su riqueza. Para saldar sus deudas, se vio obligado a vender su herencia y apropiarse de la dote de su esposa. Afortunadamente, su esposa mantuvo una casa en Oullins (en el lado sur de Lyon, a lo largo del río Ródano), donde residía la pareja. El 19 de abril de 1779, la pareja tuvo su único hijo, Jean Marie. Charles Ballot declaró que después de que se reprimiera la rebelión de Lyon en 1793, José y su hijo escaparon de la ciudad al unirse al ejército revolucionario. Lucharon juntos en la campaña del Rin de 1795, sirviendo en el batallón de Ródano y Loira al mando del general Jean Charles Pichegru. El hijo de José fue asesinado a las afueras de Heidelberg.
En 1800, Joseph comenzó a inventar diversos dispositivos. Inventó un telar de pedal en 1800, un telar para tejer redes de pesca en 1803 y, a partir de 1804, el telar "Jacquard", que tejería seda estampada automáticamente. Pero ninguno de estos primeros inventos funcionaron bien, por lo que no tuvieron éxito.
En 1801, Jacquard exhibió su invención en la Exposición de productos de la industria francesa en París, donde fue galardonado con una medalla de bronce. En 1803 fue convocado a París,y adscrito al Conservatoire des Arts et Metiers. El telar fue declarado propiedad pública en 1805, y Jacquard fue recompensado con una pensión y una regalía en cada máquina. A pesar de ello, los tejedores de seda rechazaron ferozmente su invención, quienes temían su introducción debido al ahorro de mano de obra. De todas formas, sus ventajas garantizaron su adopción general, y hacia 1812 había 11.000 telares Jacquard en uso en Francia. Este reclamo ha sido cuestionado: inicialmente se vendieron pocos telares Jacquard debido a problemas con el mecanismo de la tarjeta perforada. Solo después de 1815, una vez que Jean Antoine Breton resolvió los problemas con el mecanismo de la tarjeta perforada, aumentaron las ventas de telares.
Jacquard murió en Oullins (Ródano), el 7 de agosto de 1834. Seis años después, se le erigió una estatua en Lyon, en el sitio donde se destruyó su telar de exhibición en 1801.

## El telar programable

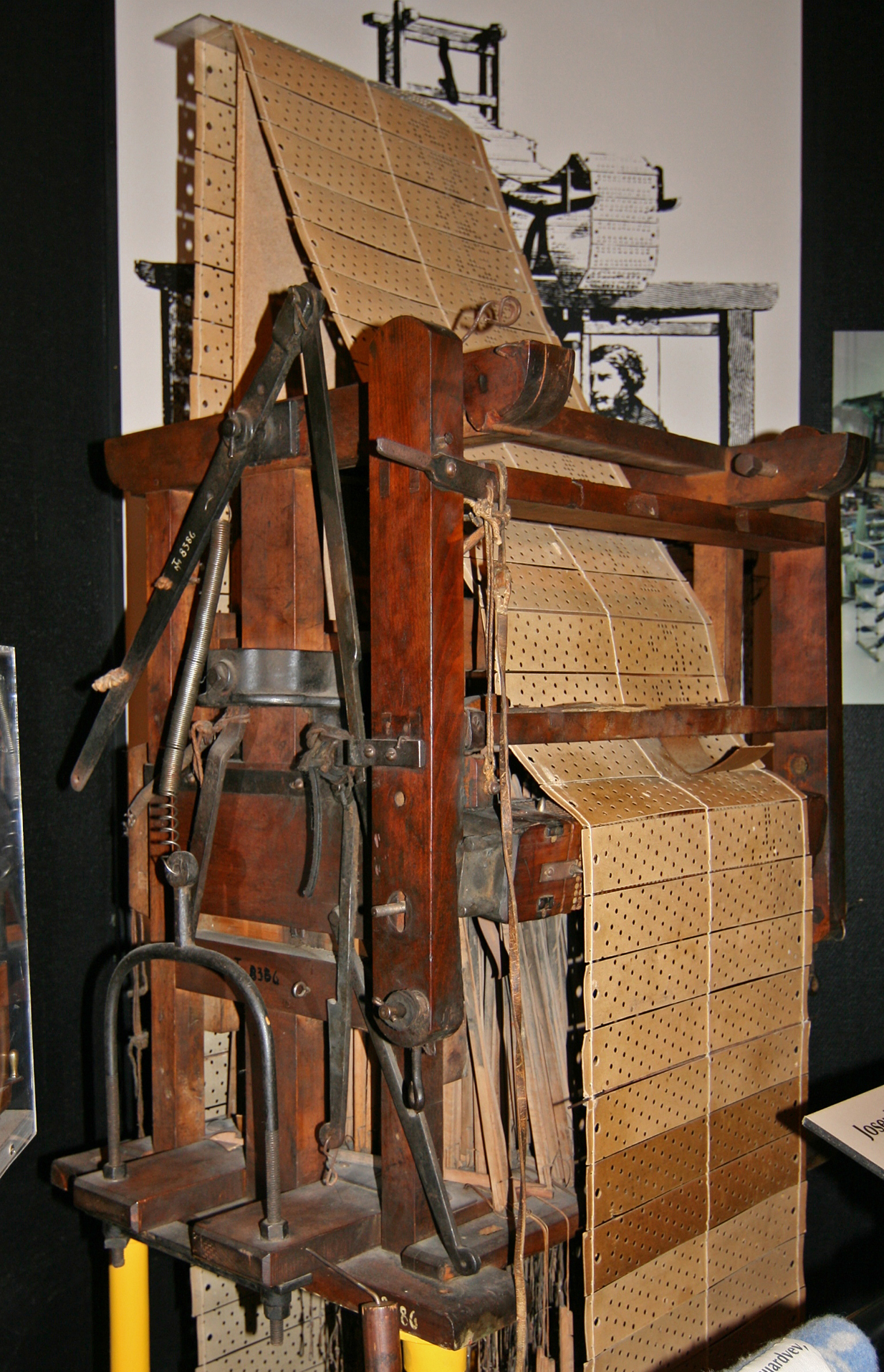
El telar de Jacquard.

En 1801 Jacquard inventó su famoso telar gobernado por un sistema de tarjetas perforadas, lo presentó en una exhibición industrial de Lyon en 1805. La invención se basaba en los instrumentos diseñados por Basile Bouchon (1725), Jean-Baptiste Falcon (1728) y Jacques Vaucanson (1740), todos ellos de nacionalidad francesa.
El telar Jacquard es un telar mecánico que utiliza tarjetas de cartón con agujeros perforados, cada tarjeta corresponde a una fila del diseño.  Se perforan varias filas de agujeros en las tarjetas y se encadenan en orden las numerosas tarjetas que componen el diseño del tejido. 
Para comprender el telar de Jacquard, es necesario tener algunos conocimientos básicos de tejeduría.  Hilos paralelos (la «urdimbre») se extienden a través de un marco rectangular (el «telar»).  Para la tela lisa, cada dos hilos de urdimbre se levantan.  A continuación, se pasa otro hilo (el «hilo de trama») (en ángulo recto con la urdimbre) a través del espacio (la «calada») entre los hilos de urdimbre inferiores y superiores.  A continuación, se bajan los hilos de urdimbre elevados, se elevan los hilos de urdimbre alternos y se pasa el hilo de trama por la calada en sentido contrario.  Con cientos de estos ciclos, la tela se va creando gradualmente.
Levantando hilos de urdimbre diferentes (no sólo alternos) y utilizando hilos de colores en la trama, se puede variar la textura, el color, el diseño y el dibujo para crear tejidos variados y muy deseables.  Tejer patrones o diseños elaborados manualmente es un procedimiento lento, complicado y sujeto a errores.  El telar de Jacquard pretendía automatizar este proceso.
Jacquard no fue el primero en intentar automatizar el proceso de tejido.  En 1725 Basile Bouchon inventó un accesorio para telares de lizos que utilizaba una tira ancha de papel perforado para seleccionar los hilos de urdimbre que se levantarían durante el tejido. Concretamente, la innovación de Bouchon consistía en una fila de ganchos.  La parte curva de cada gancho enganchaba una cuerda que podía levantar uno de los hilos de la urdimbre, mientras que la parte recta de cada gancho presionaba contra el papel perforado, que estaba enrollado alrededor de un cilindro perforado.  Cada vez que el gancho presionaba contra el papel sólido, al empujar el cilindro hacia delante se levantaba el hilo de urdimbre correspondiente; mientras que cada vez que el gancho se encontraba con un agujero en el papel, al empujar el cilindro hacia delante el gancho se deslizaba dentro del cilindro y el hilo de urdimbre correspondiente no se levantaba.  El telar de Bouchon no tuvo éxito porque sólo podía manejar un número modesto de hilos de urdimbre.
En 1737, un maestro tejedor de seda de Lyon, Jean Falcon, había aumentado el número de hilos de urdimbre que el telar podía manejar automáticamente.  Desarrolló un accesorio para telares en el que la tira de papel de Bouchon se sustituía por una cadena de tarjetas perforadas, que podían desviar varias hileras de ganchos simultáneamente.  Al igual que Bouchon, Falcon utilizó un «cilindro» (en realidad, un tubo perforado por los cuatro lados) para mantener cada tarjeta en su sitio mientras se presionaba contra las filas de ganchos.Su telar tuvo un éxito modesto; en 1762 se habían vendido unos 40 telares de este tipo.
En 1741, Jacques de Vaucanson, inventor francés que diseñó y construyó juguetes mecánicos automatizados, fue nombrado inspector de las fábricas de seda.Entre 1747 y 1750, intentó automatizar el mecanismo de Bouchon.  En el mecanismo de Vaucanson, los ganchos que debían levantar los hilos de urdimbre se seleccionaban mediante largos alfileres o «agujas», que se presionaban contra una hoja de papel perforado que se colocaba alrededor de un cilindro perforado.  Concretamente, cada gancho pasaba en ángulo recto por el ojal de una aguja.  Cuando se presionaba el cilindro contra el conjunto de agujas, algunas de ellas, al presionar contra el papel sólido, se desplazaban hacia delante, lo que a su vez inclinaba los ganchos correspondientes.  Los ganchos inclinados «no» se levantaban, por lo que los hilos de urdimbre enganchados en ellos permanecían en su sitio; sin embargo, los ganchos «no» inclinados se levantaban, y los hilos de urdimbre enganchados en ellos también se levantaban. Al colocar su mecanismo encima del telar, Vaucanson eliminó el complicado sistema de pesos y cuerdas (cuerdas de cola, simple, caja de poleas, etc.) que se había utilizado para seleccionar qué hilos de urdimbre debían levantarse durante el tejido.  Vaucanson también añadió un mecanismo de trinquete para hacer avanzar el papel perforado cada vez que el cilindro era empujado contra la fila de ganchos. Sin embargo, el telar de Vaucanson no tuvo éxito, probablemente porque, al igual que el mecanismo de Bouchon, no podía controlar suficientes hilos de urdimbre para hacer patrones lo suficientemente elaborados como para justificar el coste del mecanismo.
El control en el telar de Jacquard se realizaba mediante unas perforaciones en tarjetas o fichas de cartón, que permitían el paso de las agujas que movían los hilos, antes del paso de la lanzadera. La secuencia de tarjetas formaba un bucle cerrado para permitir la repetición del dibujo. Este sistema permitía que incluso los usuarios más inexpertos pudieran elaborar complejos diseños.
El telar en sí no fue el revolucionario, lo importante y el gran invento fue el sistema de tarjetas perforadas, que permitían el movimiento independiente de los hilos a través de unos ligamentos insertados en diferentes zonas del tejido. Cada tarjeta perforada correspondía a una línea del diseño, la suma de todas las tarjetas es lo que creaba el patrón. Cada perforación estaba conectada a un gancho (llamado Bolus) que se podía colocar en dos posiciones, arriba o abajo. Así que dependiendo de la posición del Bolus, la montura hacía que la trama se desplazara en una de las dos direcciones, de esta manera la secuencia de subidas y bajadas del hilo creaba un patrón sobre el tejido escogido. Los ganchos se podían conectar con más de un hilo, de esta manera se repetía el patrón más de una vez. Su invento despertó mucho interés en Francia, en el 1812 ya se habían vendido 11000 unidades en su país y 1000 más en el resto de Europa.
Revolucionó radicalmente la industria textil ya que su sistema permitió que el trabajo de varios hombres lo hiciera solo uno. Y esto, claramente, no agradó a todo el mundo. Inicialmente sufrió el rechazo de los tejedores, que incluso quemaron públicamente uno de sus telares. Pero su protesta no sirvió para nada, la revolución no se podía parar. Declararon el telar automático Patrimonio Nacional y Jacquard recibió la medalla de la Legión de Honor y un acuerdo donde pactaron el pago de 50 francos al inventor por cada telar vendido.
El método de su telar, se convirtió en el paradigma de la primera máquina computacional, desarrollada por Charles Babbage. También se empleó en múltiples equipos y maquinarias, como los pianos mecánicos, conocidos como pianolas y posteriormente en los ordenadores de los años 40 a 60 como soporte para la entrada de datos y programas.
Jacquard murió en Oullins, el 7 de agosto de 1834, donde trabajó como corregidor municipal. Seis años después, construyeron en Lyon una estatua en su honor, exactamente en el lugar donde un grupo de obreros quemó un modelo de su telar automático.